# Liwa Sultan Mehmed Fatih
Le Liwa Sultan Mehmed Fatih (arabe : لواء السلطان محمد الفاتح, « La Brigade du sultan Mehmed le Conquérant ») est un groupe rebelle de la guerre civile syrienne.

## Histoire
Fondé en 2012 ou 2013, le Liwa Sultan Mehmed Fatih est affilié à l'Armée syrienne libre. Le groupe est entièrement constitué de Turkmènes de Syrie,,. Il est actif dans le gouvernorat d'Alep,.
Le 8 novembre 2015, la brigade Sultan Mehmed Fatih fusionne avec la Division Sultan Mourad, mais elle s'en sépare par la suite pour redevenir indépendante,.
À Alep, le Liwa Sultan Mehmed Fatih rejoint en 2015 la chambre d'opérations Fatah Halab,. Fin 2016, après la défaite des rebelles à la bataille d'Alep, le groupe quitte la ville et rejoint le nord du gouvernorat. Il établit alors son quartier général à al-Raï, à l'ouest de Jarablus et participe à l'Opération Bouclier de l'Euphrate. Il intègre aussi la Chambre d'opérations Hawar Kilis,. Fin 2017, le groupe intègre l'Armée nationale syrienne. En 2018, le groupe prend part à la bataille d'Afrine.